# Cú Roí
Cú Roí (Cú Ruí, Cú Raoi) mac Dáire es un rey de Munster del Ciclo del Úlster de mitología irlandesa. Normalmente se le muestra como un guerrero con capacidades sobrehumanas y maestro del disfraz poseedor de poderes mágicos. Su nombre probablemente significa "perro de la llanura/campo", o más específicamente, "perro del campo de batalla". Es hijo  de Dáire mac Dedad (o Dáire Doimthech), y pertenece al Clanna Dedad. Aun así, T. F. O'Rahilly creía que esto era artificial, declarando que "Cú Roí y Dáire son al fin y al cabo, uno y el mismo".
Aunque a menudo es un secundario, por ejemplo, en roles de mediador o árbitro, Cú Roí aparece en gran cantidad de textos irlandeses medievales, incluyendo Forfess Fer Fálgae, Amra Con Roi, Brinna Ferchertne, Aided Chon Roi, Huido Bricrenn, Mesca Ulad y Táin Bó Cúailnge. Las listas irlandesas de cuentos se refieren a esos títulos como Aided Chon Roí, Echtra Chon Roí (Lista A), Orgain Chathrach Chon Roí y Cathbúada Con Roí (Lista B), pero solo el primero de esos cuentos ha sobrevivido de alguna manera. Varios cuentos describen la enemistad entre él y el héroe del Úlster Cú Chulainn, que finalmente le mata.

## Fled Bricrenn
Cú Roí juega un importante papel en el cuento del siglo VIII Fled Bricrenn (El festín de Bricriu). El embaucador Bricriu incita a los héroes Cú Chulainn, Conall Cernach y Lóegaire Búadach a competir por la porción del campeón en un festín, y Cú Roí es uno de los jueces. Como el resto del tribunal, escoge a Cú Chulainn, pero Conall y Lóegaire se niegan a aceptar su veredicto. Cuando los tres héroes regresan a Úlster, Cú Roí se les aparece a cada uno disfrazado de un horrendo churl (bachlach) y les desafía a que le decapiten, a cambio de lo cual, el volverá y les decapitará a ellos. Sólo Cú Chulainn es valiente y honorable como para aceptar cumplir su parte del trato, por lo que es declarado campeón. Esta historia está relacionada con el tema del "juego de la decapitación" que aparece en muchos trabajos posteriores en literatura artúrica - el más destacado poema del siglo XIV Sir Gawain y el Caballero Verde, a pesar de que las correspondencias más cercanas se pueden encontrar en Diu Crône y la Mule sans Frein.

## Táin bó Cúailnge

### Combate de Munremar y Cú Roí
Cú Roí aparece en el relato secundario "Comlond Munremair & Con Roi" ("El combate de Munremar y Cú Roí") incluido en la Versión I de Táin Bó Cúailnge. Cú Roí, que ha enviado un contingente al ejército de Connacht, pero que no se había implicado personalmente aún en el enfrentamiento entre Úlster y Connacht, interviene cuando se entera de que el guerrero Munremar mac Gerrginn (lit. "Fatneck Hijo de Shorthead") ha venido para ayudar a Cú Chulainn. Como cree que ningún guerrero es capaz de resistir a Munremar, reúne a "su pueblo" (muinter). El encuentro resultante (comlond) entre ambos guerreros es un espectacular concurso de lanzamiento de piedras, descrito desde la perspectiva de las tropas de Connacht, que presencian muchas piedras volar en direcciones opuestas desde este y oeste (Cotal y Ard Róich) y chocando sobre sus cabezas. La lluvia de piedras les obliga a utilizar sus escudos para protegerse, hasta que, a petición suya, Cú Roí y Munremar acuerdan detener la lucha y volver a casa. La llanura sembrada de piedras se conocerá después como Mag Clochair.

### El Trance de Amairgin
Cú Roí aparece nuevamente en el episodio conocido como el "El Trance de Amairgin", variantes del cual aparecen en las Versiones I u II del Táin bó Cúailnge.
El episodio aparece como Aislinge n-Aimirgin ("El trance de Amairgin") en la versión I del Táin. Tras recibir noticias de los éxitos de Cú Chulainn en solitario contra el ejército de Connacht, Cú Roí aparece nuevamente en escena, esta vez para luchar directamente con Cú Chulainn. Aun así, al encontrar a Cú Chulainn debilitado por las heridas que le ha causado Ferdiad, desiste de llevar a cabo su plan original. Se enfrenta al poeta guerrero gigante Amairgin, quien en trance está lanzando piedras contra el ejército de Connacht en Tailtiu, con devastadores efectos. Cú Roí le ataca del mismo modo y sus piedras chocan en el aire. Paran cuando, a petición de Cú Roí, Amairgen deja al ganado cruzar Tailtiu, pero viendo el estado en que había quedado el paso, Cú Roí acuerda que ambos se retiren del concurso.
El episodio en el Libro de Leinster (Versión II), llamado Imthúsa Chon Ruí meic Dáire (encabezamiento) o Oislige Amargin (texto), ofrece en general la misma historia, pero añade detalles más explícitos, notablemente sobre el sentido del honor de Cú Roí en sus encuentros con Cú Chulainn y Amairgin. Primero, Cú Roí explica su negativa para luchar con Cú Chulainn no solo por la desigualdad entre un guerrero sano y uno herido, sino también porque la victoria no sería suya, ya que sería Fer Diad el que habría derribado a su adversario. Segundo, la conclusión de la lucha de Cú Roí con Amairgin es contada desde una perspectiva que subraya el honor en sus motivos.

## Historia de su muerte y fragmentos
La muerte de Cú Roí a manos de Cú Chulainn es el tema del cuento Aided Con Roi, que sobrevive en dos versiones. Varios cuentos describen la enemistad entre los dos guerreros, y algunos aluden a una historia perdida de su origen. Textos como Forfess Fer Fálgae y Siaburcharpát Con Culainn describe una razzia en Inis Fer Falga (posiblemente la Isla de Man) en la que Cú Roí y Cú Chulainn se enfrentan. Los textos indican que ambos estuvieron en un ataque a los Fir Falgae en Úlster, con Cú Roí participando otra vez disfrazado. Roban el tesoro y secuestran a Bláthnat, hija del rey de la isla, que ama a Cú Chulainn. Pero cuando se pide a Cú Roí que escoja su parte, elige a Bláthnat. Cú Chulainn Intenta pararle tomándola, pero Cú Roí le entierra hasta las axilas y corta su cabello antes de huir, llevándose a Bláthnat con él.

### Aided Con Roí
Más tarde, Bláthnat (Blanaid) traiciona a Cú Roí en favor de Cú Chulainn, que asedia su fuerte y le mata. En una versión de la historia, el alma de Cú Roí se esconde en una manzana en el vientre de un salmón que vive en un arroyo en las Montañas Slieve Mish, y sólo emerge una vez cada siete años; Bláthnat descubre el secreto y se lo dice a Cú Chulainn, que mata al pez, permitiéndole matar a Cú Roí. Sin embargo, Ferchertne, el poeta de Cú Roí, encolerizado por la traición, agarra a Bláthnat y saltado de un acantilado, se matan ambos.
El tío de Cú Roí (o hermano o sobrino), Conganchnes, intenta vengarle, pero es asesinado por Celtchar. Su hijo, Lugaid mac Con Roí, más tarde consigue vengarle matando a Cú Chulainn, una historia contada en Aided Con Culainn. Lugaid es asesinado por Conall Cernach.
En otra versión Cú Roí lleva a Bláthnat al fuerte y la mantiene cautiva. Bláthnat se comunica con Cú Chulainn y trazan un plan. Aprovechando que los hombres de Cú Roí están ausentes, Bláthnat da la señal a Cú Chulainn vertiendo leche al Fionnghlaise (corriente blanca - ahora río Derrymore). Cú Chulainn, viendo el río blanco, asalta el fuerte, mata a Cú Roí, y se lleva a Bláthnat. Cuando los hombres de Cú Roí regresan, Bláthnat lanza un hechizo que hace que las paredes del valle bailen ante los ojos de los hombres. Los caminantes que ascienden a Caherconree por el río Derrymore todavía pueden ver este efecto, causado por una ilusión óptica.

## Clanna Dedad
Según los esquemas genealógicos, Cú Roí es primo del famoso rey Conaire Mór, hijo de Eterscél, hijo de Íar mac Dedad, hermano del padre de Cú Roí, Dáire mac Dedad. Todos pertenecen a los Clanna Dedad, una dinastía principal de los Érainn.

## Caherconree
Las ruinas de la Edad del Hierro del fuerte de Caherconree (irlandés Cathair Con Raoi, castillo de Cú Roí) en las Slieve Mish Mountains, en la península de Dingle o Corcu Duibne, Condado Kerry, conservan el nombre de Cú.

## Cú Roí en la literatura galesa
El nombre de Cú Roí también aparece en dos ejemplos de literatura galesa medieval. Primero, ocurre en la forma corrupta Cubert m. Daere en la historia Culhwch ac Olwen, junto con los nombres de otros caracteres del cilo del Úlster– Conchobor, Fergus, Conall Cernach y Lóegaire Búadach. Aquí los héroes irlandeses forman un grupo dentro de la larga lista de guerreros del Rey Arturo cuyos nombres Culhwch invoca como garantía cuando reclama su entrada a la corte del rey . Segundo, en una elegía (marwnat) para Corroi/Corroy m[ab] Dayry se conserva en el Libro de Taliesin, mencionando su contienda con "Cocholyn", o Cú Chulainn.